# معبد ايزيدا
معبد ايزيدا هو واحد من المعابد الهامة في التاريخ القديم، وقد تم اكتشافه في مدينة نمرود، وهي العاصمة القديمة للإمبراطورية الآشورية الحديثة . يُعتبر معبد إيزيدا مركزًا علميًا وثقافيًا، حيث احتوى على مكتبة غنية بالنصوص الإدارية والأدبية.

## الأهمية الدينية والثقافية
يُعد معبد إيزيدا مركزًا دينيًا وثقافيًا هامًا، حيث كان يحتوي على مكتبة غنية بالنصوص الإدارية والأدبية. يُظهر المعبد الأهمية الكبيرة للديانة الإيزيدية ويُعد دليلاً على أن الإيزيديين هم من بين أقدم الأقوام والديانات في العراق.

## التنقيب والترميم
أجريت أعمال التنقيب المكثفة في القرن العشرين، والتي كشفت عن الباحة الرئيسية للمعبد وقاعتي الصنم. في الثمانينيات، قام علماء الآثار العراقيون بمهمة الكشف الكامل عن المعبد وترميم الآثار لعرضها للعموم.